# Голубовка (Краматорский район)
Голубовка (укр. Голубівка) — село в Александровской поселковой общине Краматорского района Донецкой области Украины.

## Общие сведения
Население по переписи 2001 года составляло 66 человек. Почтовый индекс — 84022. Телефонный код — 6269.